# Johanna van Mömpelgard

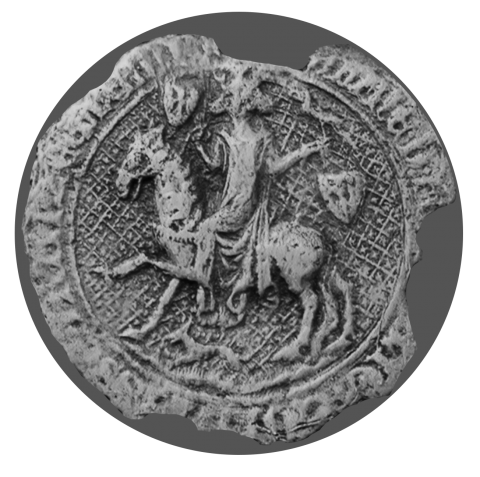

Johanna van Mömpelgard ook bekend als Johanna van Montbéliard of Johanna van Bourgondië (overleden tussen 26 augustus 1347 en 11 september 1349) was van 1322 tot 1324 vrouwe van Héricourt en Belfort. Ze behoorde tot het huis Ivrea.

## Levensloop
Johanna was waarschijnlijk de oudste dochter van Reinoud van Bourgondië en Guillemette van Neuchâtel, die beiden graven van Montbéliard waren. Haar vader Reinoud was de zoon van gravin Adelheid van Bourgondië en Hugo III, de heer van Salins. Na de dood van haar vader in 1322 erfde ze de heerlijkheden Héricourt en Belfort. 
Eerst huwde Johanna rond 1300 met graaf Ulrich III van Pfirt, met wie ze twee dochters kreeg:
- Johanna (1300-1351), huwde in 1324 met hertog Albrecht II van Oostenrijk
- Ursula (overleden voor 1367), huwde met graaf Hugo I van Hohenberg.

Na de dood van haar eerste echtgenoot in 1324 verkocht Johanna de heerlijkheden Héricourt en Belfort aan hertog Albrecht II van Oostenrijk. Albrecht II huwde kort daarna met haar dochter Johanna van Pfirt, waardoor de bezittingen alsnog in de familie konden blijven. 
Rond 1325 hertrouwde Johanna met markgraaf Rudolf Hesso van Baden-Baden. Ook uit dit huwelijk werden twee dochters geboren:
- Margaretha (overleden in 1367), huwde met markgraaf Frederik III van Baden-Baden
- Adelheid (overleden na 1399), huwde eerst met markgraaf Rudolf V van Baden-Pforzheim en daarna met graaf Walram IV van Tierstein

Rudolf Hesso stierf in 1335, waarna Johanna voor augustus 1339 hertrouwde met graaf Willem II van Katzenelnbogen. Dit huwelijk bleef kinderloos.
Johanna stierf tussen augustus 1347 en september 1349.